# Sinfonía n.º 2 (Dvořák)

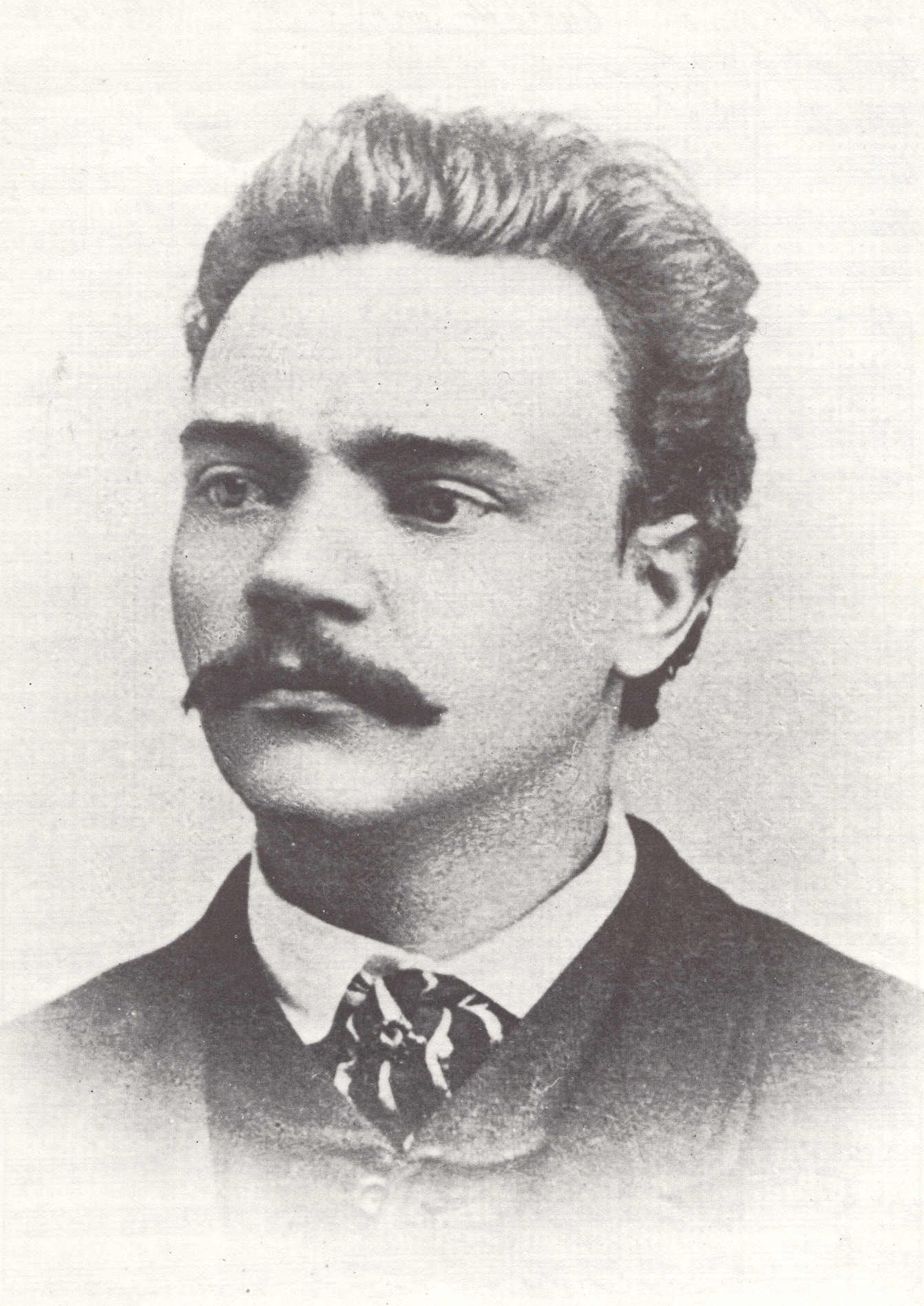
Dvořák en 1868.

La Sinfonía n.º 2 en si bemol mayor, Op. 4 / B. 12 fue compuesta por Antonín Dvořák en 1865.

## Historia

### Composición
La composición de este opus se desarrolló entre el 1 de agosto y el 9 de octubre de 1865, cuando el compositor tenía 24 años. La escribió el mismo año que la Sinfonía n.º 1, sin embargo fueron dos obras muy distintas en su aprecio. En cualquier caso no dio demasiado valor a ninguna de sus cuatro primeras sinfonías, en especial a la primera, y hasta hizo algún intento de destruirlas, finalmente la segunda llegó a ser una de sus preferidas. Seguramente esto se debió a que fue compuesta en un momento en que se encontraba profundamente enamorado de Josefa Čermáková, la que más tarde sería su cuñada, pues acabó casándose con su hermana Anna. 
Es una obra de la que un compositor joven y en desarrollo como Dvorák cuando la escribió en 1865 podría sentirse orgulloso, pero de la que un músico más sabio y maduro podría sentirse decepcionado. Que el propio Dvorák pasó por ambas fases con esta sinfonía queda claro por las pruebas que tenemos a mano: estaba tan atrapado en su entusiasmo por la obra que desechó por completo la Sinfonía n.º 1 (la creyó perdida para el resto de su vida), pero cuando se planificó una interpretación de la Sinfonía n.º 2 para 1888, Dvorák se apresuró a realizar una cirugía de revisión radical de la obra temprana. La obra queda para la posteridad como un entretenido documento del asombroso potencial de un joven compositor; de vez en cuando resulta agradable e instructivo sacarla de las estanterías y visitar al famoso sinfonista cuando aún era un joven que intentaba escapar de una vida trabajando en una carnicería.
Sobre la partitura de esta obra circula la anécdota de que Dvořák no pudo encuadernarla por falta de dinero. Su amigo Moric Anger se prestó a hacerlo, pero sabiendo que corría peligro de ser destruida si se la devolvía a su autor, con la excusa de que este no pudo completar los fondos necesarios, la retuvo en su poder. Al objeto de que el editor berlinés N. Simrock la aceptase, el compositor hizo una primera revisión en 1887, y una segunda un año después para estrenarla en Praga. Con todo, no llegó a publicarse hasta después de su muerte.

### Estreno y publicación
El estreno se celebró el 11 de marzo de 1888 en el Teatro Nacional de Praga con la interpretación de la Orquesta del Teatro Nacional bajo la dirección de Adolf Cech.

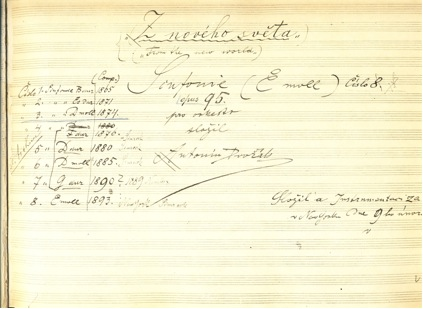
Portada de la Novena de Dvořák (para él n.º 8). A la izquierda se ve la lista de sus sinfonías con la numeración sin tener en cuenta la primera perdida.

La primera publicación de esta obra no llegó hasta 1959 y fue llevada a cabo de forma póstuma por František Bartoš en la editorial Státní nakladatelství krásné literatury, hudby a umění (SNKLHU, Editores estatales de literatura, música y arte) en Praga. La numeración de la producción sinfónica de Dvořák no siempre ha seguido un orden cronológico debido a varios factores. En primer lugar, el compositor creyó perdida su primera sinfonía y numeró el resto por fecha de composición del 1 al 8. Por otra parte, nunca valoró sus primeras sinfonías, que además quiso destruir. Ello hizo que tardase en decidirse a publicar sus sinfonías y su editor inició el uso arbitrario de los números de opus así como la numeración de las sinfonías, una práctica que causó mucha confusión en años posteriores. A mediados del siglo XX el estudioso de Dvořák, Otakar Šourek, estableció una nueva numeración de las sinfonías en la que figuraban las sinfonías tempranas reconocidas como parte legítima de su canon y entre ellas se encontraba ya la primera sinfonía recuperada.

## Instrumentación
La partitura está escrita para una orquesta formada por:
- Viento madera: flautín, 2 flautas, 2 oboes (uno doblando al corno inglés), 2 clarinetes, 2 fagotes.
- Viento metal: 4 trompas, 2 trompetas, 3 trombones.
- Percusión: timbales.
- Cuerda: una sección de cuerdas con violines I y II, violas, violonchelos y contrabajos.

## Estructura y análisis
La sinfonía consta de cuatro movimientos:
- I. Allegro con moto, en si bemol mayor 2
4
- II. Poco adagio, en sol menor 12
8
- III. Scherzo. Allegro con brio, en si bemol mayor – Trío en la mayor 3
4
- IV. Finale. Allegro con fuoco, en si bemol mayor 2
2

La interpretación de la obra dura aproximadamente 50 minutos. Es una obra extensa. Como el propio compositor la recortó y modificó, no existe una versión definitiva, por lo que sin una partitura crítica no se puede estar seguro de si se está escuchando a Dvorák 1865 o a Dvorák 1887 - 88. Según Blair Johnston, el Dvorák 1865 es sin duda mucho más prolijo que su homólogo 23 años mayor. Inusualmente, todos estos movimientos comienzan con material introductorio no relacionado con el tema principal.

### I.Allegro con moto
El primer movimiento, Allegro con moto, está escrito en la tonalidad de si bemol mayor, en compás alla breve y sigue la forma sonata. Se abre con una poderosa introducción, seguida de la melodía principal que tiene una flexibilidad admirable. Pueden reconocerse lejanamente algunos pasajes de la Sinfonía n.º 6 "Pastoral" de Beethoven.

### II.Poco adagio
El segundo movimiento, Poco adagio, está en sol menor y en compás de 12/8. Está escrito a la manera de Schumann o Mendelssohn en un estilo más alemán. En las primeras composiciones de Dvorák podemos observar una y otra vez que el joven artista era mucho más apto para componer movimientos lentos que para componer sustanciosos movimientos de apertura y cierre, y así sucede en esta sinfonía. El Poco adagioes muy agradable, aunque quizás un poco áspero en las costuras.

### III.Scherzo. Allegro con brio
El tercer movimiento, Scherzo. Allegro con brio, está en si bemol mayor que en el trío pasa a la mayor y en compás de 3/4. Se trata de un scherzo con trío. El Scherzo es una pieza sin pretensiones y fácil de escuchar.

### IV.Finale. Allegro con fuoco
El cuarto y últimio movimiento, Allegro con fuoco, retoma la tonalidad inicial y el compás es alla breve. El Finale arranca con una introducción que contiene un motivo de cuatro notas que el maestro checo citaría unos 35 años más tarde en su ópera Rusalka. El musicólogo David R. Beveridge ha llegado a la conclusión de que este tema debe su origen al despecho de Dvorák por parte de su alumna Josefina Cermakova, que ocurrió aproximadamente en la época en que escribía esta sinfonía y que el compositor se vio impulsado a recordar por el argumento de la ópera.. El impulso del ritmo alla breve ayuda a avanzar, pero hay escasez de material utilizable, y uno puede ser perdonado si, incluso después de los considerables cortes de Dvorák, da la bienvenida a los triunfantes compases finales con los brazos abiertos.